# Cambon
Cambon è un comune francese di 2 129 abitanti situato nel dipartimento del Tarn nella regione dell'Occitania.

## Storia

### Simboli
Lo stemma riunisce gli emblemi delle comunità di Cambon (di rosso, alla lettera C d'oro) e di Grèzes (d'oro, a tre bande di verde) dalla cui unione nel 1791 è nato l'attuale comune.

## Società

### Evoluzione demografica
Abitanti censiti